# Manfred Pinzger

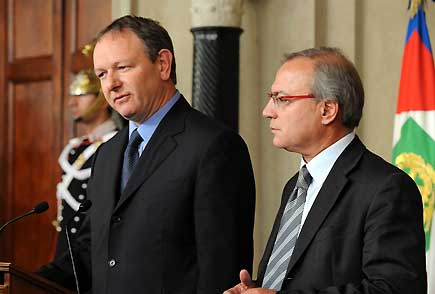
Senator Manfred Pinzger (links) mit Kammerabgeordneten Siegfried Brugger

Manfred Pinzger (* 5. November 1959 in Schlanders) ist ein italienischer Politiker der Südtiroler Volkspartei (SVP). Von 2006 bis 2013 war Pinzger Senator und als solcher Vizepräsident der Gruppe UDC-SVP-Autonomie.

## Leben und Wirken
Pinzger wuchs mit seinen drei Geschwistern in Vetzan auf und besuchte die Handelsschule in Schlanders. Der Aufbau von zwei Unternehmen und seine politische Karriere begannen bereits in jungen Jahren. So wurde der damals 16-jährige Pinzger 1975 Funktionär der Jungen Generation der SVP. 21 Jahre lang war er Mitglied im Gemeinderat bzw. Gemeindeausschuss von Schlanders.
Pinzger war Präsident des Südtiroler Wirtschaftsringes (SWR) von 2004 bis 2006, neun Jahre lang Mitglied im Führungsausschuss des Nationalparks Stilfserjoch sowie Vorstandsmitglied des Hoteliers- und Gastwirteverbands (HGV) und Mitglied im Kammerrat der Handelskammer Bozen (Vertretung des Fremdenverkehrs).
Bei den Landtagswahlen im Jahr 2003 bekam Manfred Pinzger 8.837 Vorzugsstimmen und verpasste den Einzug in den Südtiroler Landtag um 21 Stimmen.
2006 kandidierte Pinzger bei den italienischen Parlamentswahlen und zog über den Einerwahlkreis Meran in den Senat ein. Als Senator war Pinzger Vizepräsident der Gruppe UDC-SVP-Autonomie, Mitglied der IX. (Landwirtschaft) und der XIV. (EU-Politik) Gesetzgebungskommission im Senat, sowie Vizepräsident der außerordentlichen Kommission für Preiskontrollen.
Von 2006 bis 2008 war er Mitglied der Parlamentarischen Versammlung des Europarates und Mitglied der Versammlung der Westeuropäischen Union. 2008 wurde er als Senator bestätigt. Bei den Parlamentswahlen 2013 verzichtete Pinzger auf eine erneute Kandidatur.
Manfred Pinzger wurde am 14. Mai 2013 vom Landesausschuss mit einer knappen Mehrheit zum neuen Präsidenten des HGV gewählt. Er ist der fünfte Präsident in der nunmehr 50-jährigen Geschichte des Hoteliers- und Gastwirteverbandes (HGV). Er folgt auf Walter Meister, der in den 20 Jahren davor den HGV geführt hatte.